# Кірікань
Кірікань, Кірікані (рум. Chiricani) — село у повіті Вранча в Румунії. Входить до складу комуни Нережу.
Село розташоване на відстані 147 км на північ від Бухареста, 37 км на захід від Фокшан, 106 км на захід від Галаца, 85 км на схід від Брашова.

## Населення
За даними перепису населення 2002 року у селі проживали 468 осіб, усі — румуни. Усі жителі села рідною мовою назвали румунську.